# Schwarzschild-metrika
Albert Einstein általános relativitáselméletének a Schwarzschild-megoldás (vagy Schwarzschild-metrika) volt az első egzakt megoldása, amely leírja egy statikus gömbszimmetrikus objektum gravitációs terét a gravitáló test felszínén kívül. A megoldás során feltételezte, hogy az objektum elektromágnesesen semleges, és a kozmológiai állandó zérus. Az elméleti asztrofizikában széles körben használt lassan forgó objektumok gravitációs terének modellezésére.

## Történet
A Schwarzschild megoldást Karl Schwarzschild tiszteletére nevezzük  Schwarzschild-metrikának, mert ő volt aki először talált egzakt megoldást az Einstein által 1916-ban publikált általános relativitáselméletben.
Schwarzschild az eredeti megoldásban  más R koordinátát használt  {\displaystyle R=(r^{3}+{\alpha }^{3})^{1/3}}. A metrika jelenlegi formája David Hilberttől származik.

## A Schwarzschild-metrika
Schwarzschild koordinátákban, a Schwarzschild-metrika alakja:
{\displaystyle c^{2}{d\tau }^{2}=\left(1-{\frac {r_{s}}{r}}\right)c^{2}dt^{2}-\left(1-{\frac {r_{s}}{r}}\right)^{-1}dr^{2}-r^{2}\left(d\theta ^{2}+\sin ^{2}\theta \,d\varphi ^{2}\right)}
ahol:
- τ a saját idő
- c a fénysebesség
- t az idő koordináta
- r a radiális koordináta
- θ és φ a két szögkoordináta
- rs a Schwarzschild-sugár ami a tömeggel M kifejezve rs = 2GM/c2, ahol G a gravitációs állandó.[5]

Ez a megoldás határesetben megegyezik a newtoni fizika egy tömegpont gravitációs terét leíró megoldásával.

## A Schwarzschild-metrika izotrop koordinátázása
A metrikát felírhatjuk az Eddington-féle izotrop koordinátákban (r ≥ 2GM/c2).
Az 
{\displaystyle r=r_{1}{\left(1+{\frac {GM}{2c^{2}r_{1}}}\right)}^{2}\,}
radiális koordináta helyett az r1-et használva
{\displaystyle c^{2}{d\tau }^{2}={\frac {(1-{\frac {GM}{2c^{2}r_{1}}})^{2}}{(1+{\frac {GM}{2c^{2}r_{1}}})^{2}}}\,c^{2}{dt}^{2}-\left(1+{\frac {GM}{2c^{2}r_{1}}}\right)^{4}\left(dr_{1}^{2}+r_{1}^{2}d\theta ^{2}+r_{1}^{2}\sin ^{2}\theta \,d\varphi ^{2}\right)\,.}
ahol az x, y, z izotróp koordináták
{\displaystyle x=r_{1}\,\sin \theta \,\cos \phi \,,\quad y=r_{1}\,\sin \theta \,\sin \phi \,,\quad z=r_{1}\,\cos \theta \,,}
és
{\displaystyle r_{1}={\sqrt {x^{2}+y^{2}+z^{2}}}\,,}
így a metrika
{\displaystyle c^{2}{d\tau }^{2}={\frac {(1-{\frac {GM}{2c^{2}r_{1}}})^{2}}{(1+{\frac {GM}{2c^{2}r_{1}}})^{2}}}\,c^{2}{dt}^{2}-\left(1+{\frac {GM}{2c^{2}r_{1}}}\right)^{4}(dx^{2}+dy^{2}+dz^{2})\,.}

## Feketelyuk-megoldások
Az ún. nevezett feketelyuk-megoldások rendelkezhetnek perdülettel, vagy nem (nem forgó, tehát gömbszimmetrikus megoldás). Lehetnek elektromosan töltöttek, vagy töltés nélküliek. Ezt a négy lehetőséget (2x2) szemlélteti az alábbi táblázat. A forgásmentes töltetlen tömeg(pont) gravitációs terét írja le a Schwarzschild megoldás. A forgásmentes, de elektromosan töltött test külső terét írja le a 
Reissner–Nordström-metrika, melyet Hans Reissner és Gunnar Nordström talált meg 1918-ban. 
A forgó töltetlen test terét írja le a Kerr-metrika, melyet 1963-ban Roy Kerr publikált. Végül a forgó elektromosan töltött test külső terét a Newman által talált metrika írja le, melyet Kerr–Newman-metrikának nevezünk.
|                              | Nem forgó (J = 0)          | Forgó (J ≠ 0)       |
| Töltés nélküli (Q = 0)       | Schwarzschild              | Kerr-metrika        |
| Elektromosan töltött (Q ≠ 0) | Reissner–Nordström-metrika | Kerr–Newman-metrika |

## A metrika más alakjai
- Lemaitre koordináták
- Eddington–Finkelstein koordináták
- Kruskal–Szekeres koordináták
- Novikov koordináták
- Gullstrand–Painlevé koordináták